# Zu mir oder zu dir?
Zu mir oder zu dir? ist eine deutsche Fernsehkomödie aus dem Jahr 2014.

## Handlung
Christiane Bauer ist 60 Jahre alt, Bauingenieurin und leitet als Selbständige ein Büro für Statikberechnungen in Berlin. Sie ist geschieden und hat einen 21-jährigen Sohn, Martin. Auch ihre vier Angestellten, alles Frauen, behandelt sie wie ihre Kinder und sorgt sich um sie u. a. mit gesunder Ernährung. Ihrer Assistentin nimmt sie deshalb einen Softdrink und die Zigaretten weg.
Iris Naumann (27), die engste Mitarbeiterin von Christiane Bauer, kommt meist als Erste und geht als Letzte. Sie ist nicht nur Mitarbeiterin, sondern auch eine gute Freundin. Zudem ist sie mit Martin sehr gut befreundet und weiß im Gegensatz zu seiner Mutter, dass dieser schwul ist und mit dem gleichaltrigen Kai Schmidt seit Jahren zusammen lebt. Iris ist ebenfalls Bauingenieurin und Martin Architekturstudent, der den Einstieg in das Büro seiner Mutter strikt ablehnt, um sich ihrer Kontrolle entziehen zu können.
Christiane wünscht sich Iris als Freundin ihres Sohnes und Nachfolgerin in der Firma. Doch diese hat sich stattdessen in den 30 Jahre älteren Millionär Christoph Balthus verliebt. Christiane versucht ihr die Beziehung auszureden, doch dann entdeckt sie selbst unerwartete Qualitäten an Christoph.

## Hintergrund
Der Film ist Teil der ZDF-Reihe „Herzkino“. Bei der Premiere am Sonntag, dem 19. Oktober 2014, um 20.15 Uhr erreichte er mit 5,08 Mio. Zuschauern einen Marktanteil von 14,7 Prozent.

## Rezeption
Rainer Tittelbach lobt die ZDF-Komödie, sie habe ernsthaft romantische Momente und wunderbare Dialoge, die von „brillanten Screwball-Momenten“ bis hin zu „erwachsenen Gesprächen über den Mann/Frau-Diskurs in der Gesellschaft“ reichen. Die Hauptdarsteller erwiesen sich dabei überraschend als „Traumpaar“.
Die TV Spielfilm hebt den Daumen: Die „TV-Komödie über das problematische Liebesleben der Endfünfziger“ habe „Witz, viel Herz und ein gutes Team“ und die „Romanze macht Laune und kommentiert treffend Liebesstress und Selbstoptimierungswahn“.